# Takahiro Sasaki
Takahiro Sasaki (佐々木 崇浩 Sasaki Takahiro?,  nacido el 25 de septiembre de 1974 en Tokio) es un exfutbolista japonés. Jugaba de defensa y su último club fue el Cerezo Osaka de Japón.

## Trayectoria

### Clubes
| Club         | País  | Año         |
| ------------ | ----- | ----------- |
| Cerezo Osaka | Japón | 1997 - 1998 |